# Frans de la Haye
Frans de la Haye (Oostzaan, 1943) is een Nederlands industrieel vormgever en docent. Hij is vooral bekend als ontwerper van de 'Spanfiets' uit 1969, de commercieel succesvolle Auping 'Auronde' en 'Royal' beddenprogramma's, het standaard Shell-benzinestation (1986), de 'Post-Boy'-trolley voor PTT en de ergonomische bureaustoel 'Centennial' (1996) van Ahrend.

## Levensloop
De la Haye volgde de HTS werktuigbouwkunde en kwam via het Instituut voor Industriële Vormgeving (IIV) (1950-1976) terecht bij meubelfabrikant CAR meubelen in Katwijk aan den Rijn. Hier werkte hij nauw samen met Kho Liang Ie.

Daarna volgde hij de opleiding industriële vormgeving aan de Academie van Beeldende Kunsten in Den Haag. Na het beëindigen hiervan zette hij rond 1970 zijn eigen ontwerpstudio op onder de naam 'Frans de la Haye - Industrial Design' in Den Haag. Daar was hij ook vier jaar partner bij bureau TeL Design, waar hij zich bezighield met het ontwikkelen van zelfstandige producten.

Sinds 1982 werk hij onder de naam De La Haye Design. Het bureau is wereldwijd werkzaam, met de nadruk op de Verenigde Staten en Azië. Voor zijn ontwerp van het standaard Shell-benzinestation ontving hij in 1986 de Kho Liang Ie-prijs.

## Onderwijs
De la Haye doceerde aan de Academie voor Industriële Vormgeving in Eindhoven, richting Mens en Transport ('Essentials en Mobility').
Hij was betrokken bij de faculteit Product Design van de Technische Universiteit van Eindhoven. Ook geeft hij lezingen aan diverse (internationale) ontwerpscholen en universiteiten.

## Opdrachtgevers
De la Haye onderhield een langdurige relatie met de Deventer beddenfabriek Auping, waarvoor hij onder meer in 1972 het succesvolle bed 'Auronde' ontwierp.

Andere bedrijven waarvoor hij werkte, waren Ahrend ('Centennial'-stoel), Van Berkel (weeg- en snijmachines), PTT (terminalapparatuur, controlekamers, 'Post-Boy'-posttrolley) en KLM (passagekantoren).

Voor de 'Post-Boy' ontving De la Haye in 1992 de Nederlandse Prijs Best Product Design.

In de jaren tachtig ontwikkelde De la Haye een nieuw standaard-tankstation voor Shell. Het slangsysteem dat De la Haye hiervoor ontwierp en waarop hij octrooi verkreeg werd wereldwijd overgenomen door andere maatschappijen.